# 小行星2292
小行星2292（2292 Seili）是一颗围绕太阳公转的小行星。1942年9月7日，爾約·維薩拉在图尔库发现了此天体。
該小行星以鄰近芬蘭圖爾庫的島嶼謝勒命名。
这颗小行星的绝对星等为129.4204585019385等。